# Aisone
Aisone (piemontesisch Aison, okzitanisch Aizoun) ist eine italienische Gemeinde in der Provinz Cuneo (CN) der Region Piemont.

## Lage und Einwohner
Aisone liegt 31 Kilometer westlich von der Provinzhauptstadt Cuneo entfernt auf einer Höhe von 834 m über dem Meeresspiegel in dem Gebirgstal Valle Stura di Demonte, welches ein Teil des Regionalparks Parco delle Alpi Marittime ist. Das Gemeindegebiet umfasst eine Fläche von 36,92 km² und hat 213 Einwohner (Stand 31. Dezember 2023).
Zur Gemeinde gehören die Dörfer Forani und Lucerna. Die Nachbargemeinden sind Demonte, Valdieri und Vinadio.

## Geschichte

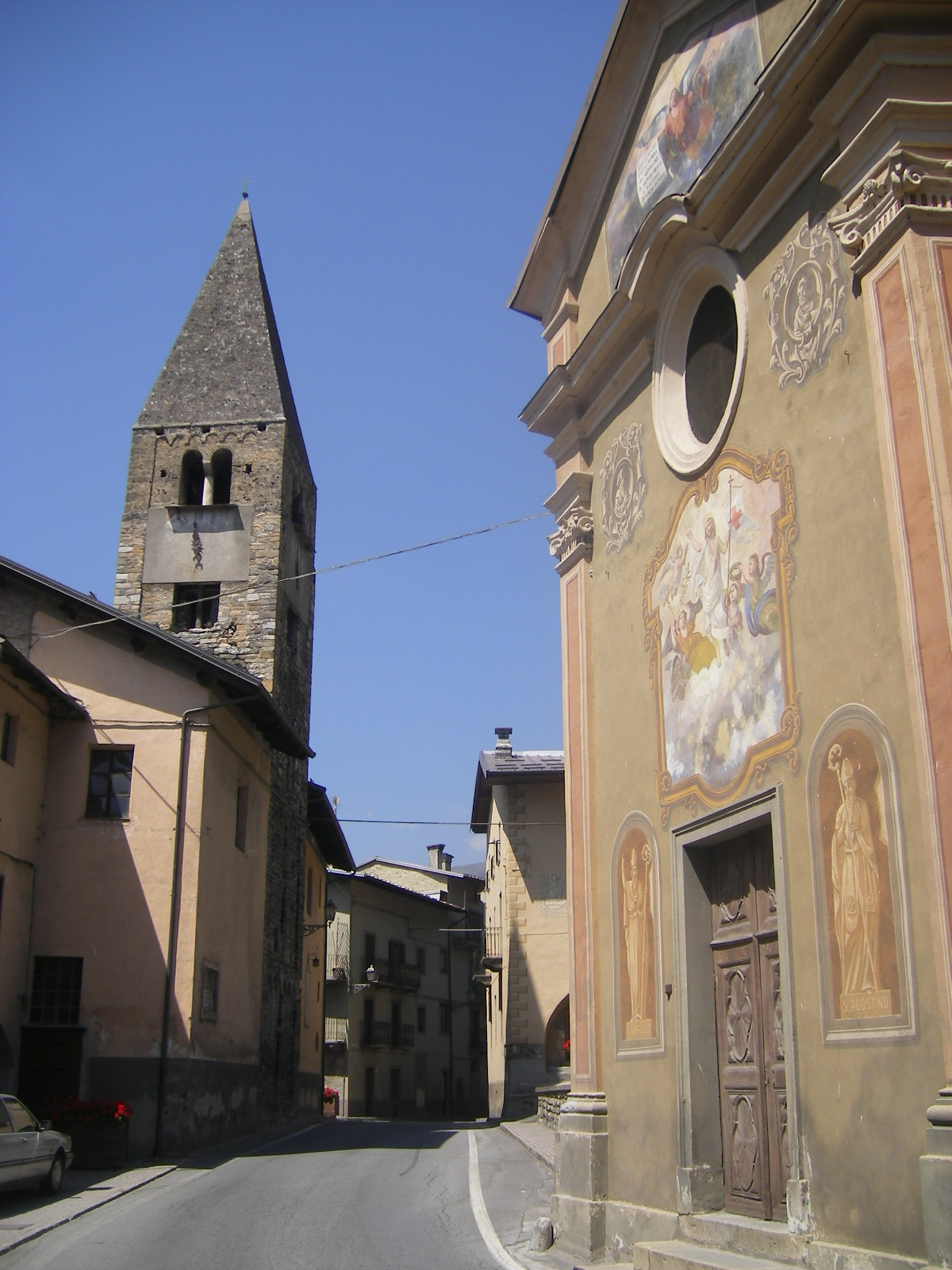
Dorfansicht

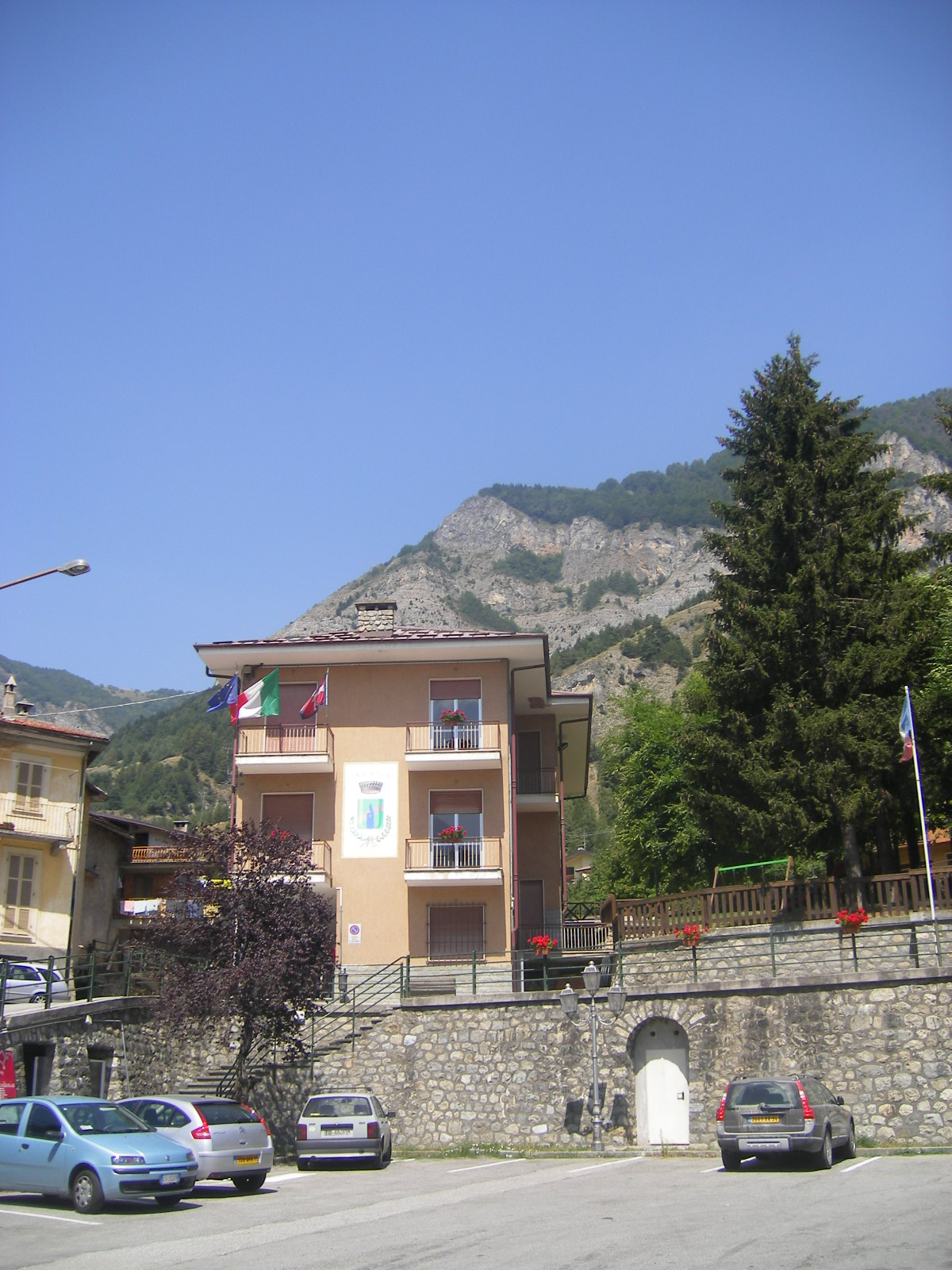
Die Gemeindeverwaltung

In einem Dokument aus der zweiten Hälfte des 12. Jahrhunderts wird Aisone erstmals erwähnt. Es entstand in einem Gebiet, das seit prähistorischen Zeiten bewohnt war, wie aus Spuren einer neolithischen Gemeinschaft hervorgeht, die in einigen nahegelegenen Höhlen gefunden wurden. Der Ortsname kann als Fortsetzung des germanischen Stabes „Aizo“ oder „Agiso“ angesehen werden. Es gibt jedoch nicht wenige, die es mit dem Begriff „Isou“ in Verbindung bringen, der die Wasserbecken bezeichnet, in denen Hanf mazeriert wurde.
Seine Geschichte ist frei von Ereignissen von gewisser Bedeutung und unterscheidet sich nicht von der der umliegenden Gebiete, die nach der Entstehung der Gemeinden, im Gegensatz zur Entwicklung der großen Markgrafen, im 13. Jahrhundert unter die Herrschaft der Anjou gerieten. Diese dominierten über ein Jahrhundert lang die politische Szene in dem, was sie „ihre Grafschaft Piemont“ nannten. Zur Zeit des Niedergangs der Anjou ging es in den savoyischen Staat über, dessen Ereignisse es verfolgte.
Die Überreste eines antiken steinernen Aquädukts aus dem Mittelalter und die Pfarrkirche der Geburt der Heiligen Maria (Parrocchiale della Natività di Maria Santissima), die auf den Ruinen einer Kirche aus dem 13. Jahrhundert errichtet wurde, die von den Benediktinern erbaut und im 18. Jahrhundert von der französischen und spanischen Armee zerstört wurde, sind die einzigen wertvollen Bauten.
Das Naturschutzgebiet der Grotten von Aisone (Riserva naturale Grotte di Aisone) wurde 2019 von der Region Piemont gegründet, um das System der Höhlen flussaufwärts der Gemeinde zu schützen. Die Höhlen in den Kalksteinfelsen sind seit der Jungsteinzeit saisonal bewohnt gewesen und stellen den ältesten Beweis menschlicher Präsenz im Stura-Tal dar. Das Naturschutzgebiet ist reich an Flora und Fauna.

## Wirtschaft
Die Gegend ist landwirtschaftlich geprägt, hauptsächlich durch den Acker- und Obstbau. Neue Entwicklungen beinhalten auch die Aufzucht von Schweinen und Rindern. Außerdem versucht die Gegend, den Tourismus zu befördern. Als Anziehungspunkte sind hier die lokale Küche sowie im Winter ein circa 50 km umfassendes Netz von Skilanglauf-Pisten zu nennen.
Es existiert auch ein Campingplatz, der Campeggio „Il Castagneto“.